# Mario Chalmers
Almario Vernard "Mario" Chalmers (Anchorage, Alaska; 19 de mayo de 1986) es un jugador de baloncesto estadounidense que pertenece a la plantilla de los Sioux Falls Skyforce de la G League. Mide 1,85 metros de altura, y juega en la posición de base. Fue campeón de la NCAA y elegido Mejor jugador de la Final Four en 2008, antes de dar el salto a la liga profesional. El 11 de diciembre de 2013 fue incluido en el Salón de la Fama de Alaska.

## Trayectoria deportiva

### Universidad
Antes de entrar en la universidad, Chalmers estaba considerado como el mejor base de high school del año. Estuvo hasta el último momento para elegir universidad, dudando entre Arizona y Kansas, decantándose por esta última. Empezó su temporada de novato en el banquillo, pero poco a poco fue haciéndose un hueco en el cinco titular, apareciendo en el mismo en 21 de los últimos 22 partidos de la temporada. Acabó el año como segundo máximo anotador del equipo, con 11,5 puntos por partido, y estableciendo un récord de la Big 12 Conference de mayor número de robos de balón en una temporada por un freshman, con 89. Fue además elegido como jugador más destacado del Campeonato de la Big 12, promediando 16 puntos, 4,3 rebotes y 5,3 asistencias en el camino de Kansas hacia el título de conferencia. Recibió el Premio Clyde Lovellette de la Universidad de Kansas junto con Julian Wright al jugador más mejorado de la temporada.
En su segunda temporada fue titular en 37 de los 38 partidos disputados por su equipo. Volvió a mostrarse como un gran jugador defensivo, rompiendo el récord de los Jayhawks de robos de balón en una temporada, con 97. Fue incluido en el tercer mejor equipo de la Big 12, y en el mejor quinteto defensivo. Promedió 12,2 puntos y 3,3 asistencias por partido.
En su temporada júnior promedió 12,8 puntos y 4,3 asistencias, segundo en este apartado de su conferencia. Llegó junto con su equipo a la Final de la NCAA, en la que se enfrentaron a la Universidad de Memphis, en la cual tuvo una gran actuación, consiguiendo 18 puntos, 4 robos de balón, 3 rebotes y 3 asistencias. Fue además el autor de un triple a falta de 2,1 segundos del final que empataba el partido y lo llevaba a la prórroga, el cual acabarían imponiéndose los Jayhawks a los Tigers por 75-68. Fue elegido Mejor jugador de la Final Four de la NCAA.
En el total de su trayectoria universitaria promedió 12,2 puntos, 3,8 asistencias y 2,8 rebotes por partido.

#### Estadísticas
| Temp.   | P  | MIN  | PTS  | REB | ASIS | PER | A/P  | ROB |
| ------- | -- | ---- | ---- | --- | ---- | --- | ---- | --- |
| 2005-06 | 33 | 26.0 | 11.5 | 2.2 | 3.8  | 2.8 | 1.37 | 2.7 |
| 2006-07 | 38 | 29.2 | 12.2 | 3.0 | 3.3  | 2.4 | 1.36 | 2.6 |
| 2007-08 | 39 | 30.0 | 12.8 | 3.1 | 4.3  | 1.9 | 2.25 | 2.5 |

### Profesional
Fue elegido en la segunda ronda del Draft de la NBA de 2008 por Minnesota Timberwolves, en el puesto trigesimocuarto, pero Miami Heat se hizo con sus derechos pagando a cambio de los T-Wolves 2 millones de dólares y dos futuras segundas rondas del draft. A primeros de julio de 2008 firmó contrato con el club de Florida por dos temporadas, ampliable a una tercera.
En su primera temporada disputó los 82 partidos de liga, promediando 10 puntos, 4,9 asistencias, 2,8 rebotes y 1,95 robos de balón en 32 minutos de juego. Lideró a los rookies en robos de balón y finalizó cuarto en la liga. El 5 de noviembre de 2008 robó 9 balones, récord de la franquicia, en su cuarto partido como profesional.
En la temporada 2012 Chalmers se corona campeón de la NBA al vencer al Oklahoma City Thunder siendo titular indiscutido con destacadas actuaciones en Playoffs.
En julio de 2014 renueva por dos temporadas con los Heat.
El 10 de noviembre de 2015 es traspasado, junto con James Ennis a los Memphis Grizzlies, a cambio de Jarnell Stokes y Beno Udrih.
El 1 de marzo de 2019 ficha por la Virtus Bologna de la Serie A italiana.
El 28 de septiembre de 2021 fichó por los Indios de Mayagüez de la BSN puertorriqueña.
Tras jugar unos partidos con los Grand Rapids Gold de la G League, el 30 de diciembre de 2021 firmó un contrato de 10 días con los Miami Heat de la NBA. Aunque nunca llegó a debutar y el 14 de enero de 2022, es adquirido por los Sioux Falls Skyforce de la G League.

## Estadísticas de su carrera en la NBA
|  | Denota temporadas en las que ganó el campeonato de la NBA |

### Temporada regular
| Año     | Equipo  | PJ  | PT  | MPP  | %TC  | %3P  | %TL  | RPP | APP | ROB | TPP | PPP  |
| ------- | ------- | --- | --- | ---- | ---- | ---- | ---- | --- | --- | --- | --- | ---- |
| 2008-09 | Miami   | 82  | 82  | 32.0 | .420 | .367 | .767 | 2.8 | 4.9 | 2.0 | .1  | 10.0 |
| 2009-10 | Miami   | 73  | 22  | 24.8 | .401 | .318 | .745 | 1.8 | 3.4 | 1.2 | .2  | 7.1  |
| 2010-11 | Miami   | 70  | 28  | 22.6 | .399 | .359 | .871 | 2.1 | 2.5 | 1.1 | .1  | 6.4  |
| 2011-12 | Miami   | 64  | 64  | 28.5 | .448 | .388 | .792 | 2.7 | 3.5 | 1.5 | .2  | 9.8  |
| 2012-13 | Miami   | 77  | 77  | 26.9 | .429 | .409 | .795 | 2.2 | 3.5 | 1.5 | .2  | 8.6  |
| 2013-14 | Miami   | 73  | 73  | 29.8 | .454 | .385 | .742 | 2.9 | 4.9 | 1.6 | .2  | 9.8  |
| 2014-15 | Miami   | 80  | 37  | 29.6 | .403 | .294 | .774 | 2.6 | 3.8 | 1.5 | .1  | 10.2 |
| 2015-16 | Miami   | 6   | 0   | 20.0 | .313 | .091 | .923 | 2.3 | 3.2 | 1.3 | .2  | 5.5  |
| 2015-16 | Memphis | 55  | 7   | 22.8 | .417 | .326 | .827 | 2.6 | 3.8 | 1.5 | .2  | 10.8 |
| 2017-18 | Memphis | 66  | 10  | 21.5 | .379 | .277 | .855 | 2.4 | 3.0 | 1.2 | .2  | 7.7  |
| Total   | Total   | 646 | 400 | 26.7 | .417 | .351 | .793 | 2.5 | 3.7 | 1.5 | .2  | 8.9  |

### Playoffs
| Año   | Equipo | PJ | PT | MPP  | %TC  | %3P  | %TL  | RPP | APP | ROB | TPP | PPP  |
| ----- | ------ | -- | -- | ---- | ---- | ---- | ---- | --- | --- | --- | --- | ---- |
| 2009  | Miami  | 7  | 7  | 33.0 | .400 | .286 | .714 | 2.7 | 4.4 | 2.9 | .1  | 7.3  |
| 2010  | Miami  | 5  | 0  | 26.2 | .450 | .350 | .846 | 1.8 | 2.6 | .6  | .0  | 10.8 |
| 2011  | Miami  | 21 | 1  | 24.3 | .435 | .381 | .719 | 1.9 | 2.1 | 1.3 | .0  | 7.8  |
| 2012  | Miami  | 23 | 23 | 35.6 | .442 | .359 | .717 | 3.7 | 3.9 | 1.2 | .3  | 11.3 |
| 2013  | Miami  | 23 | 23 | 28.3 | .415 | .353 | .755 | 2.3 | 3.1 | .9  | .0  | 9.4  |
| 2014  | Miami  | 20 | 19 | 26.8 | .423 | .349 | .760 | 2.3 | 3.6 | 1.0 | .3  | 6.4  |
| Total | Total  | 99 | 73 | 29.1 | .429 | .357 | .742 | 2.5 | 3.2 | 1.2 | .2  | 8.8  |